# Atropatene
L'Atropatene era un regno ellenistico, successivamente passato sotto dominazione persiana (e finanche romana per un breve periodo).

## Vicende storiche
In seguito alla morte di Alessandro Magno nel 323 a.C., il suo vasto impero venne spartito tra i diadochi alla spartizione di Babilonia. L'ex satrapia achemenide di Media venne suddivisa in due stati: la parte più grande (e meridionale) -- 'Media Magna' -- venne assegnata a Peitone, una delle guardie del corpo di Alessandro. La regione più piccola (e settentrionale) -- che era stata la sub-satrapia di Matiene sotto gli Achemenidi—venne chiamata 'Media Atropatene', in onore di Atropate, l'ex governatore Achemenide di tutta la Media e il suocero di Perdicca, reggente del successore designato di Alessandro.
Poco dopo Atropate rese la Media Atropatene un regno indipendente. Di conseguenza perse il prefisso 'Media' nel nome e divenne semplicemente 'Atropatene', in Greco ᾿Ατροπατήνη.

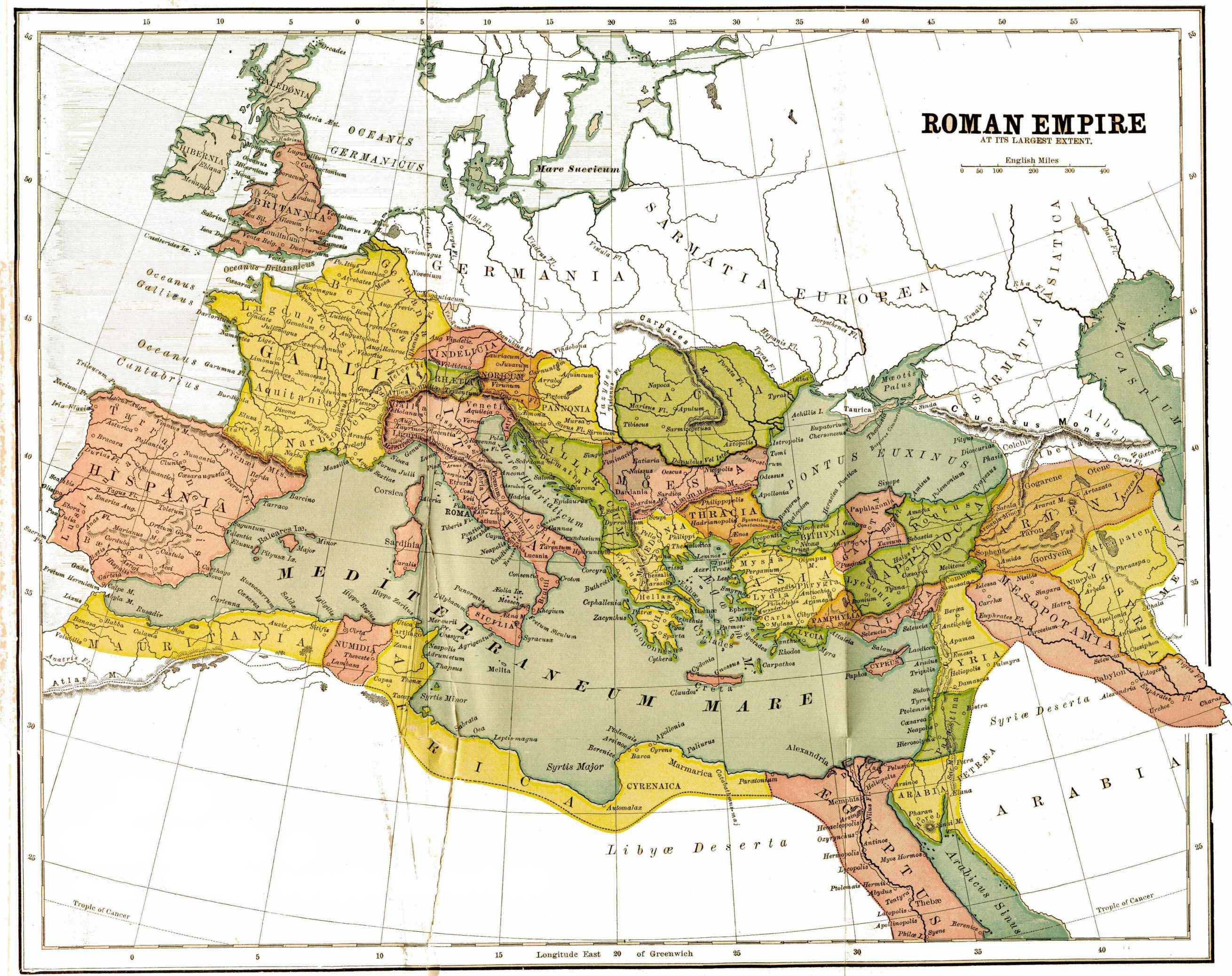
Mappa dell'Impero romano con la provincia di Assiria includendo l'Atropatene persiano

La dinastia che Atropate fondò, regnò per alcuni secoli, prima indipendentemente, poi come vassalli degli Arsacidi (che la chiamavano 'Aturpatakan'), poi per un breve periodo come vassalli del Regno di Armenia (che la chiamavano Atrpatakan). Venne poi annesso dagli Arsacidi della Persia, che in seguito lo cedettero ai Sassanidi, che chiamavano questo territorio Aturpatakan.
Sebbene molte fonti citino la creazione di una provincia chiamata Assiria durante la campagna di Traiano, esiste qualche disaccordo riguardo alla sua esatta ubicazione. Infatti la maggioranza degli esperti affermano che era localizzata a nordest del fiume Tigri. Ma alcuni studiosi moderni sostengono che l'Assyria Provincia si trovasse a est del Tigri, in una regione in passato nota come Adiabene, e finanche includesse l'Atropatene nel nordovest persiano.
Il giorno di Pasqua del 628, l'imperatore Bizantino Eraclio conquistò Gazaca, la capitale. Gli Arabi sotto i Rashidun si impossessarono della zona durante il califfato di Umar, tra il 639 e il 643. Atropatene divenne una provincia separata del califfato Islamico ed era considerata di strategica importanza. I Medi iraniani la chiamavano Adarbaygan, da cui, attraverso i passaggi intermedi Adarbayjan e Azarbaijan, deriva il toponimo moderno dell'Azerbaigian.